# IndyCar Series 2022
Die NTT IndyCar Series 2022 ist die 101. Meisterschaftssaison im US-amerikanischen Monoposto-Sport und die 26. Saison der amerikanischen IndyCar Series. Die 17 Rennen umfassende Saison begann am 27. Februar in St. Petersburg (Florida) und endete am 11. September in Monterey (Kalifornien). Penske-Pilot Will Power gewann nach 2014 seinen zweiten IndyCar-Titel. Marcus Ericsson gewann das Indy 500. Den Titel des Rookie of the Year sicherte sich Christian Lundgaard. In der Herstellerwertung gewann Chevrolet.

## Änderungen
- Auf den Ovalen (außer in Indianapolis) stehen den Teams neue Luftleitbleche zur Verfügung, mit denen sie den Abtrieb um bis zu zehn Prozent erhöhen können.[1]
- Die bereits aus der Formel 1 bekannten digitalen Flaggen kommen zum Einsatz.[2]
- Bisher mussten Fahrer bei einer gelben Flagge ihre Geschwindigkeit um mindestens 15 % reduzieren. Diese mussten sie sich selbst ausrechnen. Nun heißt es im Regelwerk, dass sie ihre Geschwindigkeit deutlich reduzieren und bereit zum Stoppen sein müssen.[2]
- Wenn eine blaue Flagge vom Start-Ziel-Stand gezeigt wird (Rundkurs, Stadtstrecke), muss der entsprechende Fahrer unmittelbar Platz machen. Die Rennleitung darf Fahrern, die überrundet werden, das Push-to-Pass-System deaktivieren.[2]
- Die Boxencrew darf ihr Fahrzeug nach einem Boxenstopp nicht mehr anschieben.[2]

## Teams und Fahrer
Zu Saisonbeginn waren zehn Teams mit 25 Fahrern und 26 Fahrzeugen für die komplette Saison bestätigt. Auf einem Fahrzeug teilten sich zwei Fahrer die Einsätze. Für das Indianapolis 500 gab es 33 Nennungen. Alle Teams benutzten das Chassis Dallara DW12 mit dem IR-18-Aerokit und Reifen von Firestone. Die von Chevrolet und Honda bereitgestellten Motoren waren 2,2 Liter V6-Twinturbos.

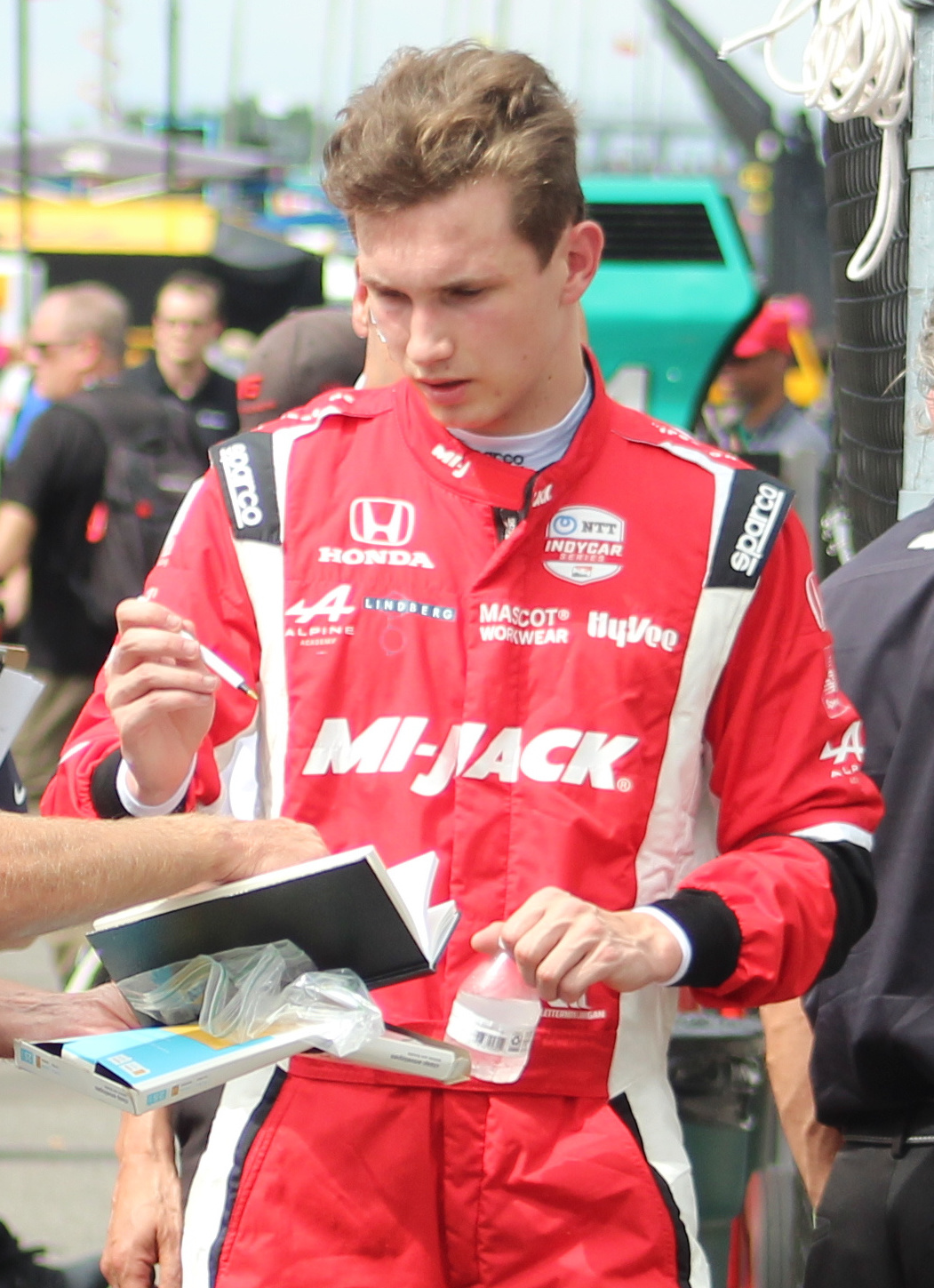
Christian Lundgaard wurde „Rookie of the Year“.

| Team                                                            | Nr. | Fahrer              | Motor     | Rennen           |
| --------------------------------------------------------------- | --- | ------------------- | --------- | ---------------- |
| A. J. Foyt Racing                                               | 04  | Dalton Kellett      | Chevrolet | 1–17             |
| A. J. Foyt Racing                                               | 11  | Tatiana Calderón    | Chevrolet | 1, 3–5, 7–9      |
| A. J. Foyt Racing                                               | 11  | J. R. Hildebrand    | Chevrolet | 2, 6             |
| A. J. Foyt Racing                                               | 14  | Kyle Kirkwood       | Chevrolet | 1–17             |
| Andretti Autosport                                              | 26  | Colton Herta        | Honda     | 1–17             |
| Andretti Autosport                                              | 27  | Alexander Rossi     | Honda     | 1–17             |
| Andretti Autosport                                              | 28  | Romain Grosjean     | Honda     | 1–17             |
| Andretti Steinbrenner Autosport                                 | 29  | Devlin DeFrancesco  | Honda     | 1–17             |
| Andretti Herta Autosport with Marco Andretti and Curb-Agajanian | 98  | Marco Andretti      | Honda     | 6                |
| Arrow McLaren SP                                                | 05  | Patricio O’Ward     | Chevrolet | 1–17             |
| Arrow McLaren SP                                                | 06  | Juan Pablo Montoya  | Chevrolet | 5, 6             |
| Arrow McLaren SP                                                | 07  | Felix Rosenqvist    | Chevrolet | 1–17             |
| Chip Ganassi Racing                                             | 01  | Tony Kanaan         | Honda     | 6                |
| Chip Ganassi Racing                                             | 08  | Marcus Ericsson     | Honda     | 1–17             |
| Chip Ganassi Racing                                             | 09  | Scott Dixon         | Honda     | 1–17             |
| Chip Ganassi Racing                                             | 10  | Alex Palou          | Honda     | 1–17             |
| Chip Ganassi Racing                                             | 48  | Jimmie Johnson      | Honda     | 1–17             |
| Dale Coyne Racing with HMD                                      | 18  | David Malukas       | Honda     | 1–17             |
| Dale Coyne Racing with Rick Ware Racing                         | 51  | Takuma Satō         | Honda     | 1–17             |
| DragonSpeed/CusickMotorsports                                   | 25  | Stefan Wilson       | Chevrolet | 6                |
| Dreyer & Reinbold Racing                                        | 23  | Santino Ferrucci    | Chevrolet | 6                |
| Dreyer & Reinbold Racing                                        | 24  | Sage Karam          | Chevrolet | 6                |
| Ed Carpenter Racing                                             | 20  | Conor Daly          | Chevrolet | 1–17             |
| Ed Carpenter Racing                                             | 21  | Rinus VeeKay        | Chevrolet | 1–17             |
| Ed Carpenter Racing                                             | 33  | Ed Carpenter        | Chevrolet | 2, 6, 11, 12, 15 |
| Juncos Hollinger Racing                                         | 77  | Callum Ilott        | Chevrolet | 1–6, 8–17        |
| Juncos Hollinger Racing                                         | 77  | Santino Ferrucci    | Chevrolet | 7                |
| Meyer Shank Racing                                              | 06  | Hélio Castroneves   | Honda     | 1–17             |
| Meyer Shank Racing                                              | 60  | Simon Pagenaud      | Honda     | 1–17             |
| Rahal Letterman Lanigan Racing                                  | 15  | Graham Rahal        | Honda     | 1–17             |
| Rahal Letterman Lanigan Racing                                  | 30  | Christian Lundgaard | Honda     | 1–17             |
| Rahal Letterman Lanigan Racing                                  | 45  | Jack Harvey         | Honda     | 1, 3–17          |
| Rahal Letterman Lanigan Racing                                  | 45  | Santino Ferrucci    | Honda     | 2                |
| Paretta Autosport                                               | 16  | Simona de Silvestro | Chevrolet | 8, 9, 14, 17     |
| Team Penske                                                     | 02  | Josef Newgarden     | Chevrolet | 1–17             |
| Team Penske                                                     | 03  | Scott McLaughlin    | Chevrolet | 1–17             |
| Team Penske                                                     | 12  | Will Power          | Chevrolet | 1–17             |

### Änderungen bei den Teams
- McLaren Racing wird Miteigentümer des Teams Arrow McLaren SP. Seit 2019 bestand eine strategische Partnerschaft zwischen McLaren und Schmidt Peterson Motorsports. Sam Schmidt und Ric Peterson waren weiterhin alleinige Eigentümer. McLaren besitzt mit dem Kauf 75 % des Teams.[13]
- Meyer Shank Racing erweitert sein Programm auf zwei Vollzeiteinsätze. Die Nr. 60 wird seit 2020 die komplette Saison eingesetzt. Im letzten Jahr begann das Team, bei einzelnen Rennen erstmals ein zweites Fahrzeug einzusetzen.
- Rahal Letterman Lanigan Racing (RLL) setzt einen dritten Wagen über die ganze Saison ein. In der vergangenen Saison war ein dritter Wagen testweise bei einzelnen Rennen eingesetzt worden.
- Das Team Penske reduziert sein Programm von vier auf drei Fahrzeuge. Für Pagenaud rückt kein neuer Fahrer nach.[37]
- Juncos Hollinger Racing (JHR) nimmt an der ganzen Saison teil. Das Team war von 2017 bis 2019 als Juncos Racing bereits einzelne Rennen gefahren. Der ehemalige Williams-Mitbesitzer Brad Hollinger stieg in das Team mit ein. Zur Vorbereitung nahm JHR an den letzten drei Saisonrennen 2021 teil.[38]
- Dreyer & Reinbold Racing (DRR) startete in den vergangenen Jahren mit einem Wagen beim Indy 500. Das Team setzt diesmal zwei Wagen ein.[24]
- Dale Coyne Racing und Vasser Sullivan Racing beenden nach vier Jahren ihre Zusammenarbeit. Die Teams hatten den Wagen Nr. 18 eingesetzt.[39] Der Wagen wird in dieser Saison in Zusammenarbeit mit HMD Motorsports eingesetzt.[20]
- A. J. Foyt Enterprises tritt mit drei Fahrzeugen statt zwei bei allen Rennen an.[5]
- Carlin wird 2022 nach fünf Jahren in der Serie nicht mehr antreten. Das Team geht stattdessen eine Partnerschaft mit Juncos Hollinger Racing ein. JHR kaufte Carlins IndyCar-Besitz.[40]
- Paretta Autosport geht eine Partnerschaft mit Ed Carpenter Racing ein und wird bei drei Straßenkursrennen antreten. Das gab das Team Ende April bekannt. Simona de Silvestro wird auch wie beim einzigen Start in der vorherigen Saison am Steuer sitzen.[35]
- DragonSpeed nimmt nach zwei Jahren wieder an einem IndyCar-Rennen teil. Das Team tritt beim Indy 500 in Zusammenarbeit mit Cusick Motorsports an, die im letztjährigen Rennen zusammen mit Andretti Autosport und Stefan Wilson antraten.[23]
- Vor dem Wochenende in Toronto Mitte Juli zog A. J. Foyt Racing die Nr. 11 wegen fehlender Zahlungen des Sponsors ROKiT zurück. Bis die Zahlunglen nachgeholt sind, wird das Fahrzeug nicht zum Einsatz kommen. Calderon (Straßenkurse) und Hildebrand (Ovalkurs) teilten sich die Einsätze auf dem Wagen. Die Nr. 14, die ebenfalls von ROKiT gesponsert wurde, trat mit dem neuen Hauptsponsor Sexton Properties an.[41]

### Änderungen bei den Fahrern

#### Änderungen/Wechsel
- Romain Grosjean verlässt nach einem Jahr in der Serie bei Dale Coyne Racing das Team. Er wechselt zu Andretti Autosport, wo er das Fahrzeug Nr. 28 von Ryan Hunter-Reay übernimmt. Grosjean hat einen Vertrag über mehrere Jahre unterzeichnet und bestreitet dieses Jahr die komplette Saison.[8]
- Jack Harvey verließ nach fünf Jahren Meyer Shank Racing (MSR).[30] Er wechselt zu Rahal Letterman Lanigan Racing (RLL), wo er Takuma Satō ersetzen wird. Harvey fährt den von Hy-Vee gesponsorten Wagen Nr. 45.[34]
- Im Juli der vorherigen Saison wurde Hélio Castroneves von MSR als Vollzeitfahrer für 2022 bekanntgegeben. Castroneves gewann in der vergangenen Saison mit MSR in einem Teilzeitprogramm das Indy 500.[30]
- Simon Pagenaud verließ das Team Penske und wechselt zu MSR. Er fährt das Fahrzeug Nr. 60.[31]
- Takuma Satō und Rahal Letterman Lanigan Racing (RLL) trennten sich nach dem Saisonende. Im Dezember folgte die Bekanntgabe, dass Satō in der Nr. 51 von Dale Coyne Racing und Rick Ware Racing fahren wird. In der vergangenen Saison fuhr Grosjean den Wagen.[22][42]
- Santino Ferrucci fuhr in der vorherigen Saison bei einzelnen Rennen RLLs erstmals eingesetzten dritten Wagen. Im Dezember verkündete DRR, dass Ferrucci beim Indy 500 für das Team starten werde.[24]
- Jimmie Johnson nimmt an der kompletten Saison teil. Im vergangenen Jahr, seiner IndyCar-Debütsaison, ließ er die Ovalrennen aus.[43]
- Ed Carpenter wollte ursprünglich nur beim Indy 500 antreten.[25] Im März folgte die Bekanntgabe, dass er auf allen Ovalkursen starten werde.[27]
- J. R. Hildebrand wurde in der Woche vor dem Fort-Worth-Rennen als Ovalfahrer für A. J. Foyts Nr. 11 bekanntgegeben. In der vorherigen Saison nahm er für das Team am Indy 500 teil.[6]

#### Rookies
Als Rookie zählen alle Fahrer, die weniger als acht IndyCar-Starts haben oder in maximal vier Rennen einer Saison gestartet sind. Sie können Rookie of the Year werden.
- Christian Lundgaard fährt im Fahrzeug Nr. 30 bei RLL. Er gab sein Debüt in der Serie bereits letztes Jahr für RLL im August in Indianapolis. Er ist seit 2017 Teil des Alpine-Nachwuchsprogramms.[33] 2021 fuhr Lundgaard in der FIA-Formel-2-Meisterschaft für ART Grand Prix.
- Callum Ilott wird für Juncos Hollinger Racing die komplette Saison bestreiten. Wie Lundgaard debütierte er bereits letztes Jahr. Ilott fuhr die drei letzten Rennen für Juncos Hollinger Racing.[28] Ilott ist seit 2017 Teil der Ferrari Driver Academy. Der Formel-2-Zweite von 2020 nahm 2021 für verschiedene Ferrari-Teams in GT-Rennen teil. Er startete bei den 24 Stunden von Le Mans und in der GT World Challenge Europe.
- Devlin DeFrancesco fährt im Wagen Nr. 29 von Andretti Steinbrenner Autosport. In den vergangenen beiden Jahren fuhr er für das Team in „Road to Indy“-Serien. 2020 wurde er Zweiter der Indy Pro 2000 Championship und 2021 Siebter in der Indy-Lights-Serie.[10]
- Kyle Kirkwood wurde im November als Nachfolger von Sébastien Bourdais in A. J. Foyt Racings Nr. 14 bekanntgegeben. Der 23-jährige US-Amerikaner ist der erste Fahrer, dem es gelang alle drei Meisterschaften der Road to Indy zu gewinnen. 2018 gewann er die USF2000, 2019 die Indy Pro 2000 Championship und 2021 für Andretti Autosport die Indy Lights. (2020 fiel die Indy-Lights-Saison wegen der COVID-19-Pandemie aus.)[7]
- David Malukas debütiert für Dale Coyne Racing with HMD in der Serie. Der 21-jährige Malukas besitzt die US-amerikanische und litauische Staatsbürgerschaft. Im vergangenen Jahr belegte er den zweiten Platz der Indy Lights mit sieben Siegen in zwanzig Rennen.[20]
- Tatiana Calderón gibt ihr IndyCar-Debüt für A. J. Foyt Racing in der Nr. 11. Im Januar gab das Team bekannt, dass die 28-jährige Kolumbianerin auf den Rund- und Stadtkursen antreten wird. Im vergangenen Juli absolvierte sie eine Testfahrt in Lexington. In den vergangenen vier Jahren war sie Testfahrer für Alfa Romeo Racing und in den vergangenen zwei Jahren fuhr sie in der Super Formula und ELMS- bzw. FIA-WEC-Rennen in der LMP2-Klasse.[5]

#### Ohne Cockpit
Aufgelistet sind alle Fahrer mit mehr als einem Start in der vergangenen Saison, die keinen Vertrag für diese Saison besitzen. In Klammer steht das Team der letzten Saison
- Sébastien Bourdais (A. J. Foyt Enterprises) fährt 2022 für Chip Ganassi Racing in der IMSA WeatherTech SportsCar Championship und für Vector Sport in der FIA-Langstrecken-Weltmeisterschaft.[45][46] Er ist weiterhin bei Foyt tätig und unterstützt seinen Nachfolger Kirkwood.[47]
- Ryan Hunter-Reay (Andretti Autosport) fährt nach zwölf Jahren im Wagen Nr. 28 nicht mehr für Andretti Autosport.[48]
- James Hinchcliffe (Andretti Autosport) will keine volle Saison mehr bestreiten.[21][49] 2022 ist er Analyst in den Rennübertragungen bei NBC.[50]
- Max Chilton (Carlin) gab im Februar bekannt, dass er seine IndyCar-Karriere beendet.[51]
- Ed Jones (Dale Coyne Racing with Vasser-Sullivan)[16]
- Charlie Kimball (A. J. Foyt Enterprises)
- Pietro Fittipaldi (Dale Coyne Racing with Rick Ware Racing)
- Cody Ware (Dale Coyne Racing with Rick Ware Racing)
- Oliver Askew (Arrow McLaren SP, Ed Carpenter Racing) nahm 2021 an zwei Rennen als Ersatzpilot teil. 2022 startet er für Andretti in der Formel-E-Weltmeisterschaft.[52]
- R. C. Enerson (Top Gun Racing)

## Rennkalender
Es wurden 17 Rennen auf 16 verschiedenen Rennstrecken gefahren. Auf permanenten Rennstrecken fanden sieben Rennen statt, auf temporären Rennstrecken und Ovalkursen jeweils fünf.
| Nr. | Datum         | Rennen (Rennstrecke)                                          | Distanz (Meilen) | Erster                               | Zweiter                              | Dritter                              | Pole-Position                        | Schnellste Runde                     | Meiste Führungsrunden                |
| --- | ------------- | ------------------------------------------------------------- | ---------------- | ------------------------------------ | ------------------------------------ | ------------------------------------ | ------------------------------------ | ------------------------------------ | ------------------------------------ |
| 01. | 27. Februar   | Firestone Grand Prix of St. Petersburg (Saint Petersburg) (T) | 180              | Scott McLaughlin (Dallara-Chevrolet) | Alex Palou (Dallara-Honda)           | Will Power (Dallara-Chevrolet)       | Scott McLaughlin (Dallara-Chevrolet) | Conor Daly (Dallara-Chevrolet)       | Scott McLaughlin (Dallara-Chevrolet) |
| 02. | 20. März      | XPEL 375 (Fort Worth) (O)                                     | 372              | Josef Newgarden (Dallara-Chevrolet)  | Scott McLaughlin (Dallara-Chevrolet) | Marcus Ericsson (Dallara-Honda)      | Felix Rosenqvist (Dallara-Chevrolet) | Patricio O’Ward (Dallara-Honda)      | Scott McLaughlin (Dallara-Chevrolet) |
| 03. | 10. April     | Acura Grand Prix of Long Beach (Long Beach) (T)               | 167,28           | Josef Newgarden (Dallara-Chevrolet)  | Romain Grosjean (Dallara-Honda)      | Alex Palou (Dallara-Honda)           | Colton Herta (Dallara-Honda)         | Alex Palou (Dallara-Honda)           | Josef Newgarden (Dallara-Chevrolet)  |
| 04. | 01. Mai       | Honda Indy Grand Prix of Alabama (Birmingham) (P)             | 207              | Patricio O’Ward (Dallara-Chevrolet)  | Alex Palou (Dallara-Honda)           | Rinus VeeKay (Dallara-Chevrolet)     | Rinus VeeKay (Dallara-Chevrolet)     | Alex Palou (Dallara-Honda)           | Rinus VeeKay (Dallara-Chevrolet)     |
| 05. | 14. Mai       | GMR Grand Prix (Indianapolis) (P)                             | 182,93           | Colton Herta (Dallara-Honda)         | Simon Pagenaud (Dallara-Chevrolet)   | Will Power (Dallara-Chevrolet)       | Will Power (Dallara-Chevrolet)       | Colton Herta (Dallara-Honda)         | Colton Herta (Dallara-Honda)         |
| 06. | 29. Mai       | Indianapolis 500 (Indianapolis) (O)                           | 500              | Marcus Ericsson (Dallara-Honda)      | Patricio O’Ward (Dallara-Honda)      | Tony Kanaan (Dallara-Honda)          | Scott Dixon (Dallara-Honda)          | Marcus Ericsson (Dallara-Honda)      | Scott Dixon (Dallara-Honda)          |
| 07. | 05. Juni      | Chevrolet Detroit Grand Prix (Detroit) (T)                    | 164,5            | Will Power (Dallara-Chevrolet)       | Alexander Rossi (Dallara-Honda)      | Scott Dixon (Dallara-Honda)          | Josef Newgarden (Dallara-Chevrolet)  | David Malukas (Dallara-Honda)        | Will Power (Dallara-Chevrolet)       |
| 08. | 12. Juni      | Sonsio Grand Prix at Road America (Elkhart Lake) (P)          | 220,55           | Josef Newgarden (Dallara-Chevrolet)  | Marcus Ericsson (Dallara-Honda)      | Alexander Rossi (Dallara-Honda)      | Alexander Rossi (Dallara-Honda)      | Josef Newgarden (Dallara-Chevrolet)  | Josef Newgarden (Dallara-Chevrolet)  |
| 09. | 03. Juli      | Honda Indy 200 at Mid-Ohio (Lexington) (P)                    | 180,64           | Scott McLaughlin (Dallara-Chevrolet) | Alex Palou (Dallara-Honda)           | Will Power (Dallara-Chevrolet)       | Patricio O’Ward (Dallara-Honda)      | Alex Palou (Dallara-Honda)           | Scott McLaughlin (Dallara-Chevrolet) |
| 10. | 17. Juli      | Honda Indy Toronto (Toronto) (T)                              | 151,81           | Scott Dixon (Dallara-Honda)          | Colton Herta (Dallara-Honda)         | Felix Rosenqvist (Dallara-Chevrolet) | Colton Herta (Dallara-Honda)         | David Malukas (Dallara-Honda)        | Scott Dixon (Dallara-Honda)          |
| 11. | 23. Juli      | Hy-VeeDeals.com 250 Hy-Vee Salute to Farmers 300 (Newton) (O) | 223,5            | Josef Newgarden (Dallara-Chevrolet)  | Patricio O’Ward (Dallara-Honda)      | Will Power (Dallara-Chevrolet)       | Will Power (Dallara-Chevrolet)       | Will Power (Dallara-Chevrolet)       | Josef Newgarden (Dallara-Chevrolet)  |
| 12. | 24. Juli      | Hy-VeeDeals.com 250 Hy-Vee Salute to Farmers 300 (Newton) (O) | 268,2            | Patricio O’Ward (Dallara-Honda)      | Will Power (Dallara-Chevrolet)       | Scott McLaughlin (Dallara-Chevrolet) | Will Power (Dallara-Chevrolet)       | Will Power (Dallara-Chevrolet)       | Josef Newgarden (Dallara-Chevrolet)  |
| 13. | 30. Juli      | Gallagher Grand Prix (Indianapolis) (P)                       | 207,3            | Alexander Rossi (Dallara-Honda)      | Christian Lundgaard (Dallara-Honda)  | Will Power (Dallara-Chevrolet)       | Felix Rosenqvist (Dallara-Chevrolet) | Simon Pagenaud (Dallara-Chevrolet)   | Alexander Rossi (Dallara-Honda)      |
| 14. | 7. August     | Music City Grand Prix (Nashville) (T)                         | 173,6            | Scott Dixon (Dallara-Honda)          | Scott McLaughlin (Dallara-Chevrolet) | Alex Palou (Dallara-Honda)           | Scott McLaughlin (Dallara-Chevrolet) | Scott McLaughlin (Dallara-Chevrolet) | Alex Palou (Dallara-Honda)           |
| 15. | 20. August    | Bommarito Automotive Group 500 (Madison) (O)                  | 325              | Josef Newgarden (Dallara-Chevrolet)  | David Malukas (Dallara-Honda)        | Scott McLaughlin (Dallara-Chevrolet) | Will Power (Dallara-Chevrolet)       | Josef Newgarden (Dallara-Chevrolet)  | Will Power (Dallara-Chevrolet)       |
| 16. | 04. September | Grand Prix of Portland (Portland International Raceway) (P)   | 216,04           | Scott McLaughlin (Dallara-Chevrolet) | Will Power (Dallara-Chevrolet)       | Scott Dixon (Dallara-Honda)          | Scott McLaughlin (Dallara-Chevrolet) | Josef Newgarden (Dallara-Chevrolet)  | Scott McLaughlin (Dallara-Chevrolet) |
| 17. | 11. September | Grand Prix of Monterey (Monterey) (P)                         | 212,61           | Alex Palou (Dallara-Honda)           | Josef Newgarden (Dallara-Chevrolet)  | Will Power (Dallara-Chevrolet)       | Will Power (Dallara-Chevrolet)       | Patricio O’Ward (Dallara-Chevrolet)  | Alex Palou (Dallara-Honda)           |

Erklärung: O: Ovalkurs, T: temporäre Rennstrecke (Stadtkurs), P: permanente Rennstrecke.

## Wertungen

### Punktesystem
Die Punkte werden nach folgendem Schema vergeben:
| Position                    | 1   | 2  | 3  | 4  | 5  | 6  | 7  | 8  | 9  | 10 | 11 | 12 | 13 | 14 | 15 | 16 | 17 | 18 | 19 | 20 | 21 | 22 | 23 | 24 | 25 | 26 | 27 | 28 | 29 | 30 | 31 | 32 | 33 |
| --------------------------- | --- | -- | -- | -- | -- | -- | -- | -- | -- | -- | -- | -- | -- | -- | -- | -- | -- | -- | -- | -- | -- | -- | -- | -- | -- | -- | -- | -- | -- | -- | -- | -- | -- |
| Standardrennen              | 50  | 40 | 35 | 32 | 30 | 28 | 26 | 24 | 22 | 20 | 19 | 18 | 17 | 16 | 15 | 14 | 13 | 12 | 11 | 10 | 9  | 8  | 7  | 6  | 5  | 5  | 5  | 5  | 5  | 5  | 5  | 5  | 5  |
| Indianapolis 500            | 100 | 80 | 70 | 64 | 60 | 56 | 52 | 48 | 44 | 40 | 38 | 36 | 34 | 32 | 30 | 28 | 26 | 24 | 22 | 20 | 18 | 16 | 14 | 12 | 10 | 10 | 10 | 10 | 10 | 10 | 10 | 10 | 10 |
| Indianapolis 500 Qualifying | 12  | 11 | 10 | 9  | 8  | 7  | 6  | 5  | 4  | 3  | 2  | 1  | 0  | 0  | 0  | 0  | 0  | 0  | 0  | 0  | 0  | 0  | 0  | 0  | 0  | 0  | 0  | 0  | 0  | 0  | 0  | 0  | 0  |

Außerdem gibt es je einen Zusatzpunkt für die Pole-Position und für alle Fahrer mit mindestens einer Führungsrunde. Der Fahrer mit den meisten Führungsrunden erhält zwei weitere Zusatzpunkte. Wenn der Wagen zum Rennstart nicht einsatzfähig ist und der Fahrer am Training und/oder an der Qualifikation teilgenommen hat, werden halbe Punkte vergeben.
| Pos. | Fahrer              | STP | TXS | LBH | ALA | IMS | INDY  | DET | ROA | MDO | TOR | IOW | IOW  | IMS | NSH | GAT | POR | LAG | Punkte |
| Pos. | Fahrer              | STP | TXS | LBH | ALA | IMS | INDY  | DET | ROA | MDO | TOR | R1  | R2   | IMS | NSH | GAT | POR | LAG | Punkte |
| ---- | ------------------- | --- | --- | --- | --- | --- | ----- | --- | --- | --- | --- | --- | ---- | --- | --- | --- | --- | --- | ------ |
| 1    | Will Power          | 3°  | 4°  | 4°  | 4   | 3   | 1511  | 1°* | 19  | 3   | 15  | 3°  | 2°   | 3°  | 11  | 6°* | 2°  | 3°  | 560    |
| 2    | Josef Newgarden     | 16  | 1°  | 1°* | 14° | 25  | 13    | 4°  | 1°* | 7   | 10  | 1°* | 24°* | 5   | 6°  | 1°  | 8   | 2°  | 544    |
| 3    | Scott Dixon         | 8°  | 5   | 6   | 5   | 10  | 211°* | 3°  | 9   | 5   | 1°* | 5   | 4    | 8   | 1°  | 8   | 3   | 12  | 521    |
| 4    | Scott McLaughlin    | 1°* | 2°* | 14  | 6   | 20° | 29    | 19  | 7   | 1°* | 9   | 22  | 3    | 4°  | 2°  | 3°  | 1°* | 6   | 510    |
| 5    | Alex Palou          | 2L  | 7   | 3°  | 2°  | 18  | 92°   | 6°  | 27  | 2   | 6   | 6   | 13   | 10  | 3°* | 9   | 12  | 1°* | 510    |
| 6    | Marcus Ericsson     | 9   | 3°  | 22  | 12  | 4°  | 15°   | 7   | 2°  | 6   | 5   | 8   | 6    | 11  | 14  | 7°  | 11  | 9   | 506    |
| 7    | Pato O’Ward         | 12  | 15  | 5   | 1°  | 19° | 27°   | 5   | 26  | 24° | 11° | 2   | 1°   | 12  | 24  | 4°  | 4   | 8   | 480    |
| 8    | Felix Rosenqvist    | 17  | 21  | 11  | 16  | 6°  | 48    | 10  | 6°  | 27  | 3°  | 26  | 7    | 9°  | 7   | 16° | 10  | 4°  | 393    |
| 9    | Alexander Rossi     | 20L | 27  | 8   | 9   | 11  | 5     | 2   | 3°  | 19  | 23  | 13  | 18   | 1*° | 4   | 25  | 7   | 10  | 381    |
| 10   | Colton Herta        | 4   | 12  | 23° | 10  | 1°* | 30    | 8   | 5   | 15° | 2°  | 24  | 12   | 24° | 5   | 11  | 6   | 11  | 381    |
| 11   | Graham Rahal        | 7   | 22  | 7   | 8   | 16  | 14    | 26  | 8   | 12  | 4°  | 9   | 14   | 7   | 23  | 10° | 5°  | 18  | 345    |
| 12   | Rinus VeeKay        | 6°  | 10° | 13  | 3°* | 23  | 333°  | 16  | 17  | 4   | 13° | 4   | 19   | 6   | 12  | 26  | 20  | 14  | 331    |
| 13   | Romain Grosjean     | 5   | 26  | 2   | 7   | 17  | 319   | 17  | 4°  | 21  | 16  | 7   | 9    | 16  | 16  | 13° | 19  | 7   | 328    |
| 14   | Christian Lundgaard | 11  | 19  | 18  | 15  | 9   | 18    | 14  | 10° | 11  | 8   | 10  | 26   | 2   | 8   | 19  | 21° | 5   | 323    |
| 15   | Simon Pagenaud      | 15  | 8   | 19  | 11  | 2   | 8     | 9   | 12  | 10  | 7   | 23  | 23   | 25  | 9   | 20  | 23  | 17  | 314    |
| 16   | David Malukas       | 26  | 11° | 21  | 20  | 12  | 16    | 11  | 16  | 9   | 12  | 14  | 8°   | 13  | 20  | 2°  | 14  | 13  | 305    |
| 17   | Conor Daly          | 21  | 18  | 12  | 19  | 5   | 6°    | 12  | 14  | 13  | 20  | 19  | 16   | 17  | 17  | 23  | 25  | 24  | 267    |
| 18   | Hélio Castroneves   | 14  | 23° | 9   | 21  | 14  | 7     | 25  | 22  | 8   | 17  | 16  | 21   | 19  | 13  | 15  | 17  | 19  | 263    |
| 19   | Takuma Satō         | 10  | 20° | 17  | 13  | 7   | 2510  | 13  | 15° | 14  | 25  | 21  | 10°  | 15  | 21  | 5°  | 18  | 23  | 258    |
| 20   | Callum Ilott        | 19  | 16° | 24  | 25  | 8   | 32    |     | 11  | 23  | 14  | 12  | 11   | 14  | 15  | 21  | 9°  | 26° | 219    |
| 21   | Jimmie Johnson      | 23  | 6   | 20  | 24  | 22  | 2812° | 22  | 24  | 16  | 21  | 11° | 5    | 22  | 18  | 14  | 24  | 16  | 214    |
| 22   | Jack Harvey         | 13  | WD  | 15  | 18  | 13  | 24    | 15  | 13  | 20  | 19  | 18  | 20   | 20  | 10  | 24  | 15  | 20  | 209    |
| 23   | Devlin DeFrancesco  | 22  | 24  | 25° | 17  | 21  | 20    | 18  | 18  | 17  | 18  | 17  | 15   | 18  | 22  | 12  | 16  | 15  | 206    |
| 24   | Kyle Kirkwood       | 18  | 25° | 10  | 22  | 26  | 17    | 24  | 20  | 26  | 22  | 15  | 25   | 23  | 19  | 17  | 13  | 21  | 183    |
| 25   | Dalton Kellett      | 25  | 17  | 26  | 23  | 27  | 27    | 20  | 23  | 22  | 24  | 20  | 22   | 21  | 25  | 18  | 22  | 25  | 133    |
| 26   | Tony Kanaan         |     |     |     |     |     | 36°   |     |     |     |     |     |      |     |     |     |     |     | 78     |
| 27   | Ed Carpenter        |     | 13° |     |     |     | 194   |     |     |     |     | 25  | 17   |     |     | 22  |     |     | 75     |
| 28   | Santino Ferrucci    |     | 9   |     |     |     | 10    | 21  |     |     |     |     |      |     |     |     |     |     | 71     |
| 29   | Tatiana Calderón    | 24  |     | 16  | 26  | 15° |       | 23  | 25  | 25  |     |     |      |     |     |     |     |     | 58     |
| 30   | J. R. Hildebrand    |     | 14° |     |     |     | 12    |     |     |     |     |     |      |     |     |     |     |     | 53     |
| 31   | Juan Pablo Montoya  |     |     |     |     | 24  | 11    |     |     |     |     |     |      |     |     |     |     |     | 44     |
| 32   | Simona de Silvestro |     |     |     |     |     |       |     | 21  | 18  |     |     |      |     | 26  |     |     | 22  | 34     |
| 33   | Marco Andretti      |     |     |     |     |     | 22°   |     |     |     |     |     |      |     |     |     |     |     | 17     |
| 34   | Sage Karam          |     |     |     |     |     | 23    |     |     |     |     |     |      |     |     |     |     |     | 14     |
| 35   | Stefan Wilson       |     |     |     |     | 26  |       |     |     |     |     |     |      |     |     |     |     |     | 10     |
| Pos. | Fahrer              | STP | TXS | LBH | ALA | IMS | INDY  | DET | ROA | MDO | TOR | IOW | IOW  | IMS | NSH | GAT | POR | LAG | Punkte |
| Pos. | Fahrer              | STP | TXS | LBH | ALA | IMS | INDY  | DET | ROA | MDO | TOR | R1  | R2   | IMS | NSH | GAT | POR | LAG | Punkte |

| Farbe      | Bedeutung                                          |
| ---------- | -------------------------------------------------- |
| Gold       | Sieger                                             |
| Silber     | 2. Platz                                           |
| Bronze     | 3. Platz                                           |
| Grün       | 4. und 5. Platz                                    |
| Hellblau   | 6. bis 10. Platz                                   |
| Dunkelblau | Rennen beendet (außerhalb der ersten zehn Piloten) |
| Violett    | Rennen nicht beendet                               |
| Rot        | nicht qualifiziert (DNQ)                           |
| Schwarz    | disqualifiziert (DSQ)                              |
| Weiß       | nicht am Start (DNS)                               |
| Weiß       | zurückgezogen (WD)                                 |
| Weiß       | Rennen abgesagt (C)                                |
| Blanko     | nicht teilgenommen                                 |
| Blanko     | nicht erschienen (DNA)                             |
| Blanko     | verletzt oder krank (INJ)                          |
| Blanko     | ausgeschlossen (EX)                                |

| Weitere Notation   |                                            |
| Fett               | Pole-Position (1 Punkt)                    |
| Kursiv             | Schnellste Rennrunde                       |
| Unterstrichen      | Führender in der Gesamtwertung             |
| *                  | Meiste Führungsrunden (2 Punkte + 1 Punkt) |
| °                  | Mindestens eine Führungsrunde (1 Punkt)    |
| Rookie of the Year |                                            |
| Rookie             |                                            |

### Team-Wertung
Jeder Teilnehmer der in der Saison 2021 in dieser Wertung nicht schlechter als der 22. Rang war, bekommt pro Rennen eine Million Dollar, wenn die ganze Saison 2022 absolviert wird.
| Pos | Startnummer / Team                       | Punkte |
| --- | ---------------------------------------- | ------ |
| 1   | #12 Team Penske                          | 560    |
| 2   | #2 Team Penske                           | 544    |
| 3   | #9 Chip Ganassi Racing                   | 521    |
| 4   | #3 Team Penske                           | 510    |
| 5   | #10 Chip Ganassi Racing                  | 510    |
| 6   | #8 Chip Ganassi Racing                   | 506    |
| 7   | #5 Arrow McLaren SP                      | 480    |
| 8   | #7 Arrow McLaren SP                      | 393    |
| 9   | #27 Andretti Autosport                   | 381    |
| 10  | #26 Andretti Autosport / Curb-Agajanian  | 381    |
| 11  | #15 Rahal Letterman Lanigan Racing       | 345    |
| 12  | #21 Ed Carpenter Racing                  | 331    |
| 13  | #28 Andretti Autosport                   | 328    |
| 14  | #30 Rahal Letterman Lanigan Racing       | 323    |
| 15  | #60 Meyer Shank Racing                   | 314    |
| 16  | #18 Dale Coyne Racing / HMD Motorsports  | 305    |
| 17  | #20 Ed Carpenter Racing                  | 267    |
| 18  | #06 Meyer Shank Racing                   | 263    |
| 19  | #51 Dale Coyne Racing / Rick Ware Racing | 258    |
| 20  | #45 Rahal Letterman Lanigan Racing       | 231    |
| 21  | #77 Juncos Hollinger Racing              | 228    |
| 22  | #48 Chip Ganassi Racing                  | 214    |
| 23  | #29 Andretti Steinbrenner Autosport      | 206    |
| 24  | #14 A. J. Foyt Enterprises               | 183    |
| 25  | #4 A. J. Foyt Enterprises                | 133    |
| 26  | #11 A. J. Foyt Enterprises               | 111    |
| Pos | Startnummer / Team                       | Punkte |